# البدایة و النهایة

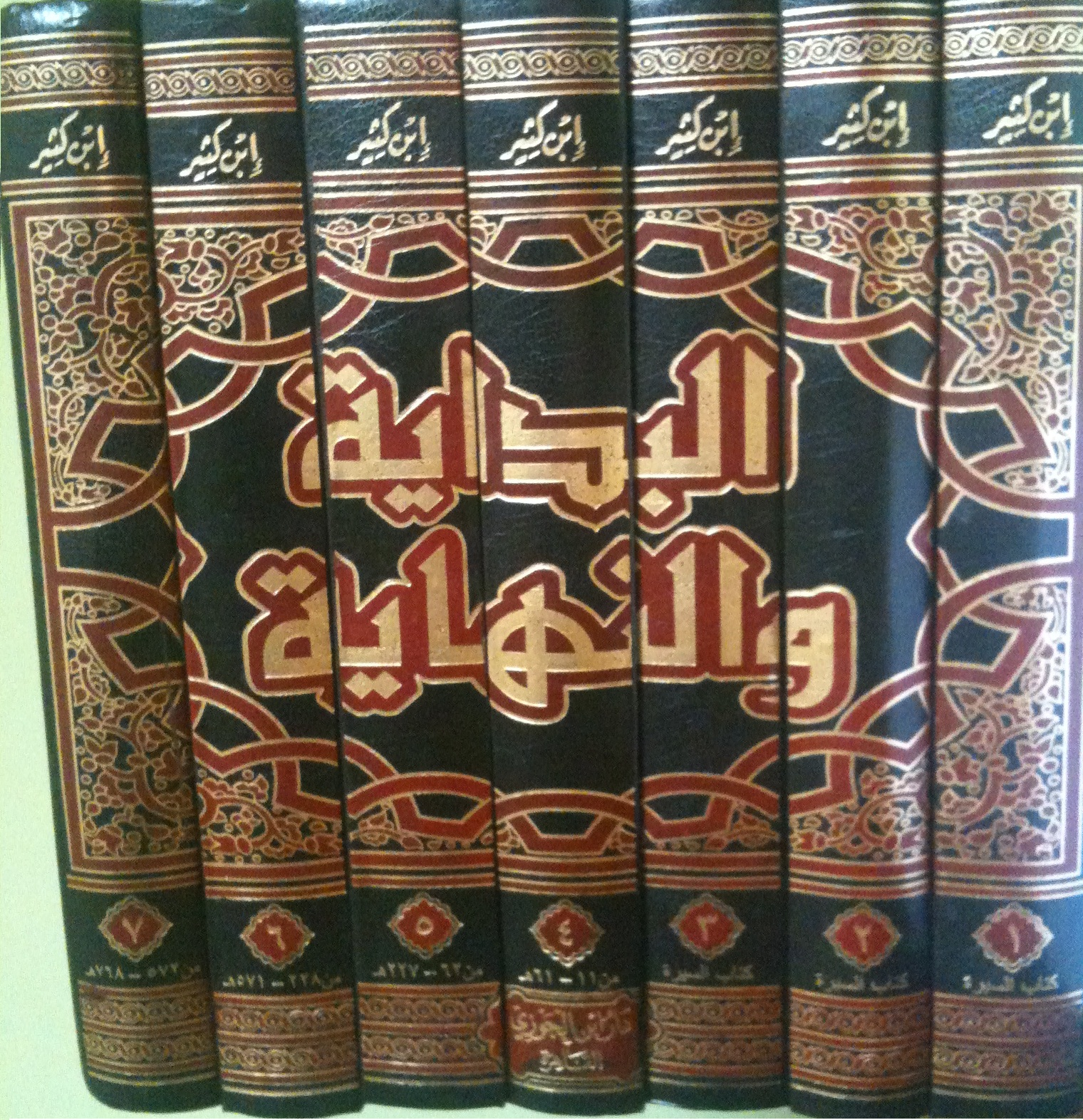
نمایی از دورهٔ کامل کتاب البدایه و النهایه اثر ابن کثیر

البدایة و النهایة کتابی تاریخی اثر عماد الدین اسماعیل بن کثیر دمشقی (۷۰۱–۷۷۴ ه) از تاریخ‌نامه‌های عمومی مشهور و رایج اسلامی همچون المنتظم و الکامل که در شام نگاشته‌شد.

## سبک نگارش
ابواب مربوط به حوادث پیش از قرن هشتم بر آثار قدما متکی است، اما در بخش‌های مربوط به حوادث عصر ابن کثیر از منابع معتبر به‌شمار می‌رود. صراحت لهجه و مهارت ابن کثیر در انتخاب و ذکر وقایع مهم و شکل موجز نقل آنها از امتیازات این کتاب است. آنچه اعتماد خواننده را بیشتر برمی‌انگیزد آن است که نویسنده این اثر بزرگ را به دستور یا خواهش کسی پدید نیاورده و از این رو هر چه را به نظرش درست می‌آمده نوشته‌است. این کتاب بویژه برای بررسی اوضاع شام در عصر ممالیک و روابط آن‌ها با ایلخانان مهم است. مقدمه کتاب مشتمل است بر داستان آفرینش با استناد به آیات قرآنی و احادیث نبوی و روایات اهل کتاب. فصولی نیز به تفسیر معانی لوح محفوظ و کرسی و هفت آسمان اختصاص یافته‌است. متن کتاب با تاریخ بنی اسرائیل آغاز شده و پس از ذکر انبیا و ملوک این قوم به‌ذکر داستان زندگی عیسی (ع) پرداخته‌است. همین مطالب است که به سبب تکیه بر منابع اهل کتاب یا اسرائیلیات مورد طعن بعضی واقع گشته هر چند بخش قصص الانبیاء و سیره نبوی به لحاظ اظهار نظرهای مؤلف و برخورد وی با اسرائیلیات قابل توجه است.

### ذکر نسب‌ها و اخبار اعراب
ذکر انساب و اخبار عرب پیش از اسلام تا ولادت پیامبر اسلام ماحصل اطلاعات و روایاتی است که در این باره در منابع متقدم آمده‌است و در مورد سیره پیامبر اسلام و معجزات ایشان با تفصیل بیشتری وارد شده‌است و در ادامه تاریخ خلفای نخست، اموی، عباسی، فاطمی، ایوبی و ممالیک را آورده‌است. در مجموع کتاب البدایة، تلخیصی از آثار گذشته به‌حساب می‌آید، بخشهایی با توجه به طبری و در ادامه با نگاه به آثار ابن جوزی و ابن اثیر نوشته شده‌است و در نهایت از تاریخ ابو شامه که حوادث را تا سال ۶۶۵ آورده استفاده کرده‌است. پس از آن از ذیل آن با عنوان المقتفی لتاریخ ابی شامه بهره برده‌است.
اهمیت کتاب البدایة مربوط به آخرین جلد آن یعنی تاریخ ممالیک و آخرین دوره‌های جنگ‌های صلیبی و یورش مغول و مدافعه سلاطین مملوک بویژه تراجم احوال و وفیات جمع کثیری از دانشمندان قرن هفتم و هشتم هجری است که اطلاعات ما دربارهٔ بعضی از آن‌ها مستند به همین کتاب است.
مؤلف در تکمیل البدایة کتابی با نام النهایة نگاشته که مشتمل بر نقل‌های مربوط به ملاحم و فتن و اخبار آینده و پایان جهان است.

#### روش، امتیازات و ویژگیهای کتاب
روش ابن کثیر را می‌توان در موارد زیر برشمرد:
- تأثیرپذیری ابن کثیر در بخش مربوط به آفرینش و تاریخ قدیم و بخش پایانی کتاب (النهایة) از قرآن، سنت نبوی و روایات برگزیده و همچنین استفاده از برخی اسرائیلیات موجود در این زمینه.
- حوادث مربوط به پس از هجرت پیامبر اسلام، همچنین اخبار مربوط به دولتهای اسلامی پس از پیامبر اسلام بر اساس سال شمار مرتب شده‌است، هر چند در برخی موارد همچون شمایل و معجزات پیامبر اسلام، روش موضوعی در پیش گرفته‌است.
- ابن کثیر علاوه بر استفاده از کتب تاریخی از کتابهای تألیف شده در تفسیر، حدیث و اصول فقه بهره برده‌است.
- ابن کثیر به دلیل مهارت در بیشتر علوم اسلامی، تحقیقات و نظریات قاطعی در حوادث اسلامی ابراز کرده و علاوه بر نقد و بررسی اخبار، نظرات خود را با صراحت و شهامت بیان کرده‌است.
- بهره‌گیری ابن کثیر از اشعار چشم گیر است به گونه‌ای که فهرست اشعار کتاب وی حدود ۱۰۳ صفحه است.
- او در کنار گزارشهای تاریخی به برخی مباحث و مسایل فقهی مانند نسخ حکم تأخیر نماز در حالت جنگ، ولایت داشتن پسر بر مادرش، نشانه‌های بلوغ، مسایل حج، ازدواج موقت و… پرداخته‌است.

### اشکالات کتاب
از جمله اشکالات کتاب را می‌توان عدم توازن در ذکر مطالب یاد کرد، به گونه‌ای که برخی مطالب بسیار طولانی و برخی مختصر بیان شده‌است. همچنان که نقص مربوط به کتبی که بر اساس سالشمار تنظیم شده‌اند را نیز می‌توان در این کتاب دید، زیرا به دلیل پراکنده بودن مطالب، برای پی‌گیری حادثه‌ای خاص باید چندین جای کتاب را مطالعه کرد.

### خلاصه‌ها و ذیل‌های کتاب
تعدادی از دانشمندان اقدام به خلاصه کردن البدایة و النهایة کرده‌اند، ابن کثیر خود کتاب را با عنوان «الکواکب الدراری» در سه جلد تلخیص کرده‌است. به همین منوال بدر العینی و ابن حجر آن را به اختصار درآورده‌اند.
از جمله ذیول و ملحقاتی که بر کتاب نوشته شده می‌توان از ذیلی که فرزند مؤلف در یک جلد نگاشته، نام برد، کتاب ابن حجر با عنوان «انباه الغمر فی ابناء العصر» نیز می‌تواند به عنوان ذیلی بر البدایة مطرح باشد، ذیل دیگر از ابن حجی با عنوان «عبر الابصار و خبر الامصار» است که قاضی ابن شهبه بر این کتاب مطالبی افزوده‌است، در انتها نیز باید از ذیل تاریخ‌نگار مشهور صلاح الدین محمد بن شاکر کتبی یاد کرد. همچنین محمد بن محمد دلشاد اصل کتاب را به ترکی برگردانده است.

## چاپ‌های کتاب
البدایة و النهایة تاکنون چند بار به چاپ رسیده‌است.
کتاب البدایة در سال ۱۹۳۵ میلادی در مطبعة السلفیه مصر، در ۱۴ جلد به چاپ رسید.
هم چنین مطبعة السعادة آن را در سال ۱۳۵۱ هجری قمری در ۱۴ جلد در قاهره به چاپ رساند، سپس مکتبة المعارف در بیروت و مکتبة النصر در ریاض، نسخه منتشر شده مکتبة السعادة را در ۱۴ جلد (۷ مجلد) منتشر کردند. این چاپها همه در قطع بزرگ روانه بازار شده‌است.
آخرین چاپ تحقیقی کتاب با تصحیح علی شیری توسط دار احیاء التراث العربی در ۱۴ جلد (۷ مجلد) با فهارس مفصل به انجام رسیده‌است.
علاوه بر چاپ تمامی البدایة، بخشهایی از آن نیز جداگانه چاپ شده‌است از جمله بدایة الخلق، توسط ابراهیم محمد الجمل مستقلاً چاپ شده‌است. همچنین قصص الانبیاء و به ویژه السیرة النبویة که بخشی از البدایة است مکرر به چاپ رسیده‌است.
اما قسمت «النهایة» در سال‌های اخیر در یک مجلد و دو جزء بارها چاپ شده‌است، پژوهشگران این قسمت در چاپ ریاض، محمد فهیم ابو عیبة، در چاپ قاهره اسماعیل بن محمد انصاری و بار دیگر محمد احمد عبد العزیز و در چاپ بیروت احمد عبد الشافی بوده‌اند. همچنین محمد احمد عبد العزیز علاوه بر تحقیق به اختصار آن نیز اقدام کرده و دارالتراث الاسلامی در قاهره به سال ۱۹۸۹ آن را چاپ کرده‌است.